# Marshall Field
Marshall Field (18 de agosto de 1834 - 16 de enero de 1906) fue un empresario estadounidense, fundador de Marshall Field and Company, los grandes almacenes con sede en Chicago. Su negocio era reconocido por su excepcional nivel de calidad y servicio al cliente. 
Field también es conocido por algunas de sus aportaciones filantrópicas, como los fondos con los que dotó al Museo Field de Historia Natural y la donación de terrenos para el campus de la Universidad de Chicago. 

## Primeros años
Marshall Field nació en una granja en Conway, Condado de Franklin (Massachusetts), hijo de John Field IV y de su esposa Fidelia Nash. Su familia descendía de puritanos que habían venido a América ya en 1650. 
A los 17 años, se mudó a Pittsfield, condado de Berkshire (Massachusetts), donde trabajó por primera vez en una tienda de productos no perecederos. Salió de Massachusetts a la edad de 18 años para buscar nuevas oportunidades en el oeste, por entonces en rápida expansión. En 1856, a los 21 años, se fue a vivir con su hermano a Chicago, y obtuvo empleo en el principal comerciante de productos secos, Cooley, Wadsworth & Co., que se convertiría en Cooley, Farwell & Co. en 1857. 

## Carrera
Field rápidamente ascendió en las filas de Cooley, Farwell & Co. En 1862, Cooley dejó la empresa por razones financieras. Ese mismo año, Field compró una parte de la sociedad y la empresa se reorganizó como Farwell, Field & Co. John V. Farwell apreció la perspicacia comercial de Field; sin embargo, cuando se trataba de personalidad, los dos eran muy diferentes. La eficiencia sofocante de Field se basaba en el comportamiento más relajado y alegre de Farwell. En un momento en que la colaboración empresarial implicaba una interacción personal intensa, esta asociación no duraría mucho. 
En enero de 1865, Field y un socio, Levi Leiter, aceptaron una oferta para convertirse en socios principales en el almacén comercial de Potter Palmer. La nueva firma se hizo conocida como "Field, Palmer, Leiter & Co." En 1867, después de que Field y Leiter contaron con recursos suficientes para comprarle su parte, Palmer se retiró de la empresa, que pasó a llamarse "Field, Leiter & Company". En 1867 la compañía reportó unos ingresos de 12 millones de dólares. Como muchos negocios de Chicago, la compañía de Field se vio gravemente afectada por el Gran Incendio de 1871, pero reabrió relativamente rápido. También sobrevivió al pánico de 1873, debido a sus niveles relativamente bajos de deuda. Para 1881 Field había obligado a Leiter a venderle su parte del negocio y cambió el nombre de la empresa a "Marshall Field and Company". 
Field partió del panorama de consumo de principios del siglo XIX, basado en el principio de caveat emptor (el "cuidado es del comprador": es el comprador quien debe tener cuidado de lo que compra), y lo transformó en una experiencia de compra de lujo adecuada para la Edad Dorada. Los reembolsos incondicionales, los precios constantes y las importaciones internacionales se encuentran entre las innovaciones que se convirtieron en estándares en la venta minorista de calidad. Los empleados de Field también recibieron instrucciones de no colocar productos a clientes no interesados, como era una práctica común en las tiendas de la época. Las citas "Dale a la dama lo que quiere" y "El cliente siempre tiene la razón" se atribuyen a Field.</ref>
Aunque hoy es más famoso por su negocio minorista, su negocio mayorista ganó mucho más dinero a lo largo de su vida. Durante la década de 1880, el negocio mayorista de Field generó anualmente 5 veces más ingresos que el minorista. El negocio mayorista incluso tenía su propio edificio emblemático, la Tienda Mayorista de Marshall Field, erigida en 1887. Los ingresos del negocio minorista de Marshall Field no superaron al negocio mayorista de la compañía hasta después de la muerte de Field. 
Field receló mucho de los Sindicatos a lo largo de su carrera y prohibió la sindicalización entre sus empleados. Durante la época de la revuelta de Haymarket, las esposas de los acusados iniciaron una apelación, que todos los empresarios locales aceptaron excepto Field. El periodista y reformador Henry Demarest Lloyd dirigió una campaña nacional para solicitar clemencia. Incluso banqueros como Lyman J. Gage favorecieron la petición de clemencia, creyendo que la moderación conduciría a mejorar las relaciones entre el capital y el trabajo. Potter Palmer y Charles Hutchinson estuvieron de acuerdo, pero Marshall Field no. Algunos empresarios le confesaron a Gage que no estaban dispuestos a estar públicamente en desacuerdo con Field, el hombre de negocios más rico y poderoso de Chicago. Field también se opondría a los sindicatos durante la huelga de Teamster en 1905.

## Vida personal
Field evitó la intriga política y social, enfocándose en su trabajo y en apoyar a su familia y a sus obras filantrópicas favoritas. Era un miembro muy activo del  Club comercial de Chicago y del Jekyll Island Club, también conocido como The Millionaires Club de isla Jekyll (Georgia). 
Field se casó dos veces. En 1863, se casó con Nannie Douglas Scott de Ironton (Ohio). Tuvieron dos hijos y una hija, pero uno de los hijos, Louis, murió en 1866 cuando era un bebé. Los niños supervivientes fueron Marshall Field Jr. y Ethel Field. Su hijo, Marshall Jr. (1868-1905), se casó con Albertine Huck, y fueron los padres de Gwendolyn Mary Field, quien se casó con Sir Archibald Charles Edmonstone, 6º Baronet. Ethel Field se casó dos veces: primero con Arthur Magie Tree, con quien tuvo un hijo, Ronald Tree, y luego en 1901 con David Beatty, primer conde Beatty, con quien tuvo dos hijos, David Beatty, segundo conde Beatty y Peter. 
Después de la muerte de su primera esposa, Nannie, en 1896, Field se casó con su vieja amiga Delia Spencer, la viuda Caton. No tuvieron hijos juntos. 

## Muerte
Field murió en la ciudad de Nueva York, el 16 de enero de 1906 a la edad de 71 años, víctima de una neumonía contraída después de jugar al golf en el día de Año Nuevo con su sobrino, su secretario y el hijo mayor de Abraham Lincoln, Robert Todd Lincoln. Field fue enterrado el 19 de enero en el cementerio Graceland de Chicago. 

## Legado
Después de su muerte, la herencia de Field se mantendría en fideicomiso durante 40 años para sus dos nietos, Henry Field y Marshall Field III. En 1905, la fortuna de Field fue valorada en 125 millones de dólares. Henry Field murió en 1917 y, por lo tanto, no pudo cobrar su herencia, dejando la fortuna de Field en manos de Marshall Field III.
El Museo Field de Historia Natural recibió su nombre en 1894 después de que le donara una dotación de un millón de dólares. Field inicialmente se mostró reacio a hacerlo, según los informes dijo que: "No sé nada sobre un museo y no me importa saber nada sobre un museo. No voy a darte un millón de dólares". Sin embargo, luego cambió de opinión, después de que el magnate de suministros ferroviarios Edward E. Ayer, otro benefactor temprano (y luego primer presidente) del museo, convenciera a Field de que lograría un legado eterno al financiar el proyecto. El año después de su muerte, el Museo Field recibió 8 millones de dólares adicionales de acuerdo con su testamento.
La Universidad de Chicago fue fundada por Field y John D. Rockefeller de Nueva York, para rivalizar con la cercana Universidad del Noroeste de Evanston (Illinois).
Un busto de Marshall Field figura junto a los de otros magnates de la industria de Chicago de principios del siglo XX en la orilla norte del río Chicago, frente al Merchandise Mart. 